# KINGS
「KINGS」（キングス）は、angelaの楽曲。atsukoが作詞、KATSUとatsukoが作曲を手掛けた。angelaの19枚目のシングルとして2012年10月24日にスターチャイルドから発売された。

## 概要
前作「THE LIGHTS OF HEROES」から約9ヶ月ぶりのリリースとなる2012年2作目のシングル。表題曲「KINGS」は、テレビアニメ『K』のオープニングテーマに起用された。販売形態は初回限定盤と通常盤の2種リリースで、前者には表題曲のPVを収めたBlu-rayが同梱されている。PVのテーマは「破壊と再生」で、物体の損傷や、燃焼の逆再生が行われた。しかしスタッフから危険な状況でも撮影を続けるよういわれたため、少し戸惑ったという。

## チャート成績
10月24日付オリコンデイリーチャートで最高位の15位を獲得。その後11月5日付オリコン週間シングルチャートで21位を獲得。初動売上は0.5万枚を記録した。
2012年10月29日付のBillboard JAPAN HOT 100で23位、Billboard JAPAN Hot Singles Salesで20位、Billboard Hot Animationで3位、Billboard JAPAN Hot Top Airplayで48位を獲得した。2012年11月3日放送分の『COUNT DOWN TV』内のThis Week's TOP 100では33位を獲得した。

## 収録曲
（全作詞：atsuko、作曲：atsuko・KATSU、編曲：KATSU）
1. KINGS [5:19]
テレビアニメ『K』オープニングテーマ
atsuko曰く「強い者同士が惹かれ合い、讃え合いながら戦っている曲」。また、『K』の登場人物の大半が男性のため、Bメロの「Big bang」の箇所に某男性アーティストが参加している[1]。なおGoRAのメンバーが、歌詞はKに合っているとも語っている。制作に関しては全話分のシナリオに目を通した上で行われた。
2. THE DARK [4:18]
3. KINGS（off vocal ver.）
4. THE DARK（off vocal ver.）

Blu-ray（初回限定盤のみ）
1. KINGS（Music Clip）

## カバー
- Ave Mujica［三角初華（佐々木李子）］ - アルバム「バンドリ！ カバーコレクション Extra Volume」に収録。